# Michael Gleason (Drehbuchautor)
Michael Gleason (* 1938 in Brooklyn, New York City, USA; † 21. Oktober 2016 in Santa Monica, Kalifornien, USA) war ein US-amerikanischer Fernsehproduzent und Drehbuchautor.

## Leben
Gleason besuchte die American Academy of Dramatic Arts in New York. Nach Abschluss seiner Ausbildung zog er nach Los Angeles.
Zusammen mit William Blinn schrieb er 1962 ein Drehbuch für eine Folge der Westernserie Tausend Meilen Staub. Es folgten Drehbücher für andere Fernsehserien, darunter Am Fuß der blauen Berge, Mein Onkel vom Mars und Big Valley.
Ab 1965 schrieb Gleason mehr als 130 Episoden für die Serie Peyton Place, die auf dem Erfolg des gleichnamigen Films aus dem Jahr 1957 basierte. Des Weiteren produzierte Gleason Episoden für die Kriminalserie Ein Sheriff in New York (1970–1977). Zwei dieser Episoden wurden für den Emmy und den Writers Guild of America Award nominiert.
Zusammen mit Robert Butler schuf Gleason 1980 die Fernsehserie Remington Steele. Es entstanden 5 Staffeln mit 94 Episoden, die 1982 bis 1987 ausgestrahlt wurden.
Gleason war verheiratet und hatte 8 Kinder.

## Auszeichnungen
Nominierungen für den Primetime Emmy Outstanding Limited Series:
- 1974:	Ein Sheriff in New York, zusammen mit Glen A. Larson
- 1975: Ein Sheriff in New York, zusammen mit Glen A. Larson und Ron Satlof

Nominierungen für den WGA Award (TV) Episodic Drama:
- 1973: Ein Sheriff in New York: The Barefoot Stewardess Caper, zusammen mit Glen A. Larson
- 1975: Ein Sheriff in New York: The Colorado Cattle Caper

## Filmographie

### Drehbuch / Story / Schöpfer
- 2007: Murder 101: College Can Be Murder
- 2006: My Silent Partner
- 2004: Wild Card
- 2003: She Spies
- 2000–2002: Charmed – Zauberhafte Hexen
- 2000: Martial Law – Der Karate-Cop
- 1999: Night Man
- 1997–1998: Police Academy: The Series
- 1997: Das Seattle Duo
- 1997: Burning Zone – Expedition Killervirus
- 1996: Superman – Die Abenteuer von Lois & Clark
- 1996: Harrison: Cry of the City
- 1995: Diagnose: Mord
- 1995: Verschwörung der Patrioten
- 1994: MacShayne: Winner Takes All
- 1991: Rewrite for Murder
- 1990: Sporting Chance
- 1988–1989: Murphy's Law
- 1987: Verflixt verstrickt
- 1982–1987: Remington Steele
- 1980: Die Skandalreporterin
- 1978–1979: Sword of Justice
- 1979: Der rasende Charlie
- 1978: A Double Life
- 1976–1979: Der Weg nach Oregon
- 1977: Reich und Arm
- 1977: Yesterday's Child
- 1976: Territorial Men
- 1976: Sara
- 1975: Force Five
- 1970–1977: Ein Sheriff in New York
- 1974: Fools, Females and Fun
- 1972: Sheriff Cade
- 1971: Cannon
- 1971: Dr. med. Marcus Welby
- 1971: Owen Marshall – Strafverteidiger
- 1970: Paris 7000
- 1969: The Last of the Powerseekers
- 1969: Die Macht des Geldes
- 1965–1968: Peyton Place
- 1967: Nachdenkliche Geschichten
- 1967: Big Valley
- 1963–1964: Mein Onkel vom Mars
- 1962–1963: Unruhige Jahre
- 1962: Am Fuß der Blauen Berge
- 1962: Tausend Meilen Staub

### Executive Producer
- 1995: Diagnose: Mord
- 1995: Verschwörung der Patrioten
- 1994: MacShayne – Mord in Vegas
- 1994: MacShayne: Winner Takes All
- 1990: Sporting Chance
- 1988–1989: Murphy's Law
- 1987: Verflixt verstrickt
- 1982–1987: Remington Steele
- 1977: Reich und Arm
- 1976–1979: Der Weg nach Oregon

### Produzent
- 1976–1979: Der Weg nach Oregon
- 1975: Force Five
- 1974: Love Is Not Forever
- 1974: Sons and Daughters
- 1970–1977: Ein Sheriff in New York
- 1974: Fools, Females and Fun
- 1973: Der sechs Millionen Dollar Mann – Das Erpressersyndikat
- 1973: Der sechs Millionen Dollar Mann – Der Waffenschieber
- 1969: The Last of the Powerseekers
- 1969: Die Macht des Geldes

### Berater
- 1968: Police Academy: The Series
- 1969: Bracken's World

## Bücher
- Working Dirty, JM Media Group, 2013, ISBN 978-0-615-82974-6